# Jihoafrická unie na Letních olympijských hrách 1936
Jihoafrická republika se účastnila Letní olympiády 1936 v německém Berlíně.

## Medailisté
| Medaile | Jméno             | Sport | Soutěž                        |
| ------- | ----------------- | ----- | ----------------------------- |
| Stříbro | Charles Catterall | Box   | muži váha pérová - do 57,2 kg |